# Baie-Mahault
Baie-Mahault, llamada en criollo guadalupeño Bémao, es una comuna francesa situada en el departamento de Guadalupe, de la región de Guadalupe. 

## Situación
La comuna está situada en el extremo este de la isla guadalupana de Basse-Terre y está separada por el estrecho de Rivière-Salée de la comuna limítrofe de Pointe-à-Pitre, situada esta en la isla de Grande-Terre.

## Barrios y/o aldeas
Beausoleil, Bel-Air, Belcourt, Birmingham, Blachon, Bragelone, Budan, Calvaire, Covenance, Destrellan, Dupuy, Houëlbourg, La Jaille, Moundong, Plaisance, La Retraite, Trioncelle y Wonche.

## Demografía
| Gráfica de evolución demográfica de Baie-Mahault entre 1961 y 2017 |
|                                                                    |

Fuente: Insee

## Comunas limítrofes
| Noroeste: Bahía de Gran Cul-de-Sac marino y Lamentin | Norte: Bahía de Gran Cul-de-Sac marino | Noreste: Les Abymes                         |
| Oeste: Lamentin                                      |                                        | Este: Pointe-à-Pitre                        |
| Suroeste Lamentin y Petit-Bourg                      | Sur: Petit-Bourg                       | Sureste: Bahía de Pequeño Cul-de-Sac marino |